# Regla de cálculo

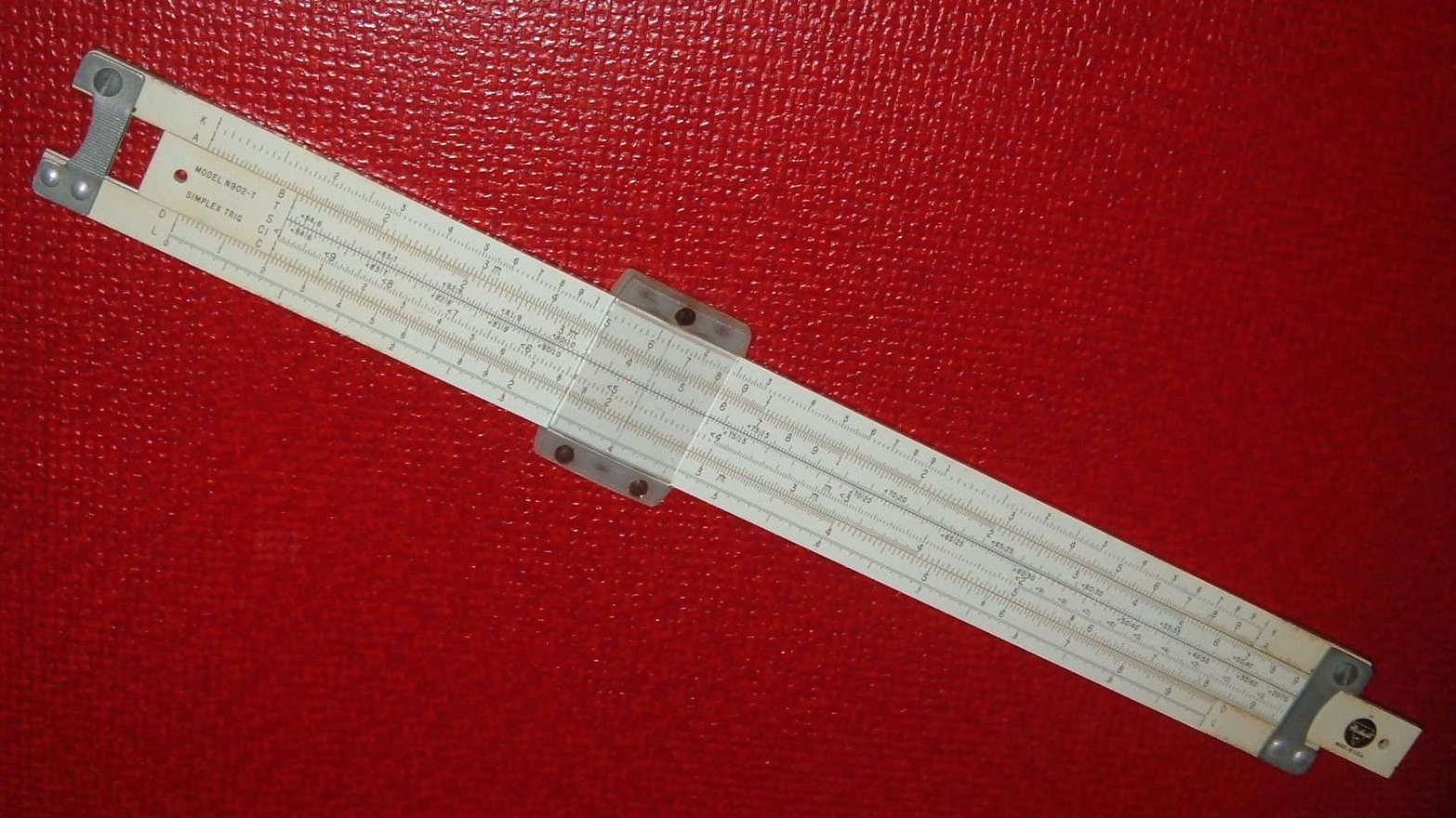
Una regla de cálculo de estudiante típica de unos 25 cm (Pickett N902-T). De poco peso y reducidas dimensiones, solían guardarse en cubiertas de cuero o de plástico. Algunos modelos podían llevarse en el cinturón.

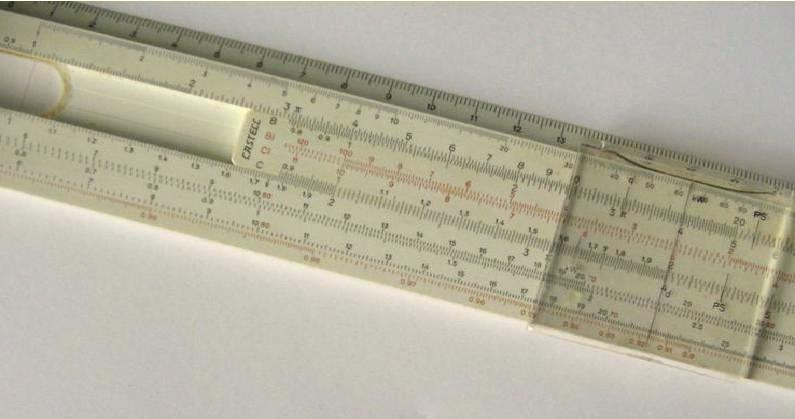
Detalle de una regla de cálculo

La regla de cálculo es un instrumento de cálculo que actúa como una computadora analógica. Dispone de varias escalas numéricas móviles que facilitan la rápida y cómoda realización de operaciones aritméticas complejas, como puedan ser multiplicaciones, divisiones, etc. Sus escalas se han modificado con el objeto de ser adaptadas a campos de uso concretos, como puede ser la ingeniería civil, electrónica, construcción, aeronáutica y aeroespacial, financiero, etc. La escala más habitual ronda los 25 cm de longitud (10 pulgadas) que alcanza una precisión de tres cifras significativas, existiendo versiones "de bolsillo" con precisiones menores que alcanzan aproximadamente los 10 cm. Su evolución histórica tuvo un momento álgido que coincide con el advenimiento, a principios del último tercio del siglo XX, de las primeras calculadoras electrónicas y de los primitivos ordenadores personales.
Desde mediados del siglo XIX hasta su declive el último tercio del siglo XX su empleo era más o menos generalizado en áreas de ingeniería, administración y artesanía preindustrial. En las primeras décadas del siglo XX su uso era tan generalizado que no existía ingeniero que no poseyese acceso a alguna regla de cálculo. Existieron varias compañías a lo largo del mundo que proporcionaban modelos diversos. Los modelos más antiguos se realizaban en escalas grabadas en madera, latón, hueso, y posteriormente se fue introduciendo el plástico. En los años setenta fue desapareciendo gradualmente su uso, hasta que en las últimas décadas del siglo XX apenas existían generaciones de ingenieros que las empleasen. Su uso ha quedado relegado a museos, organizaciones de amigos, y a aplicaciones concretas dentro de la enseñanza básica de las matemáticas.

## Historia

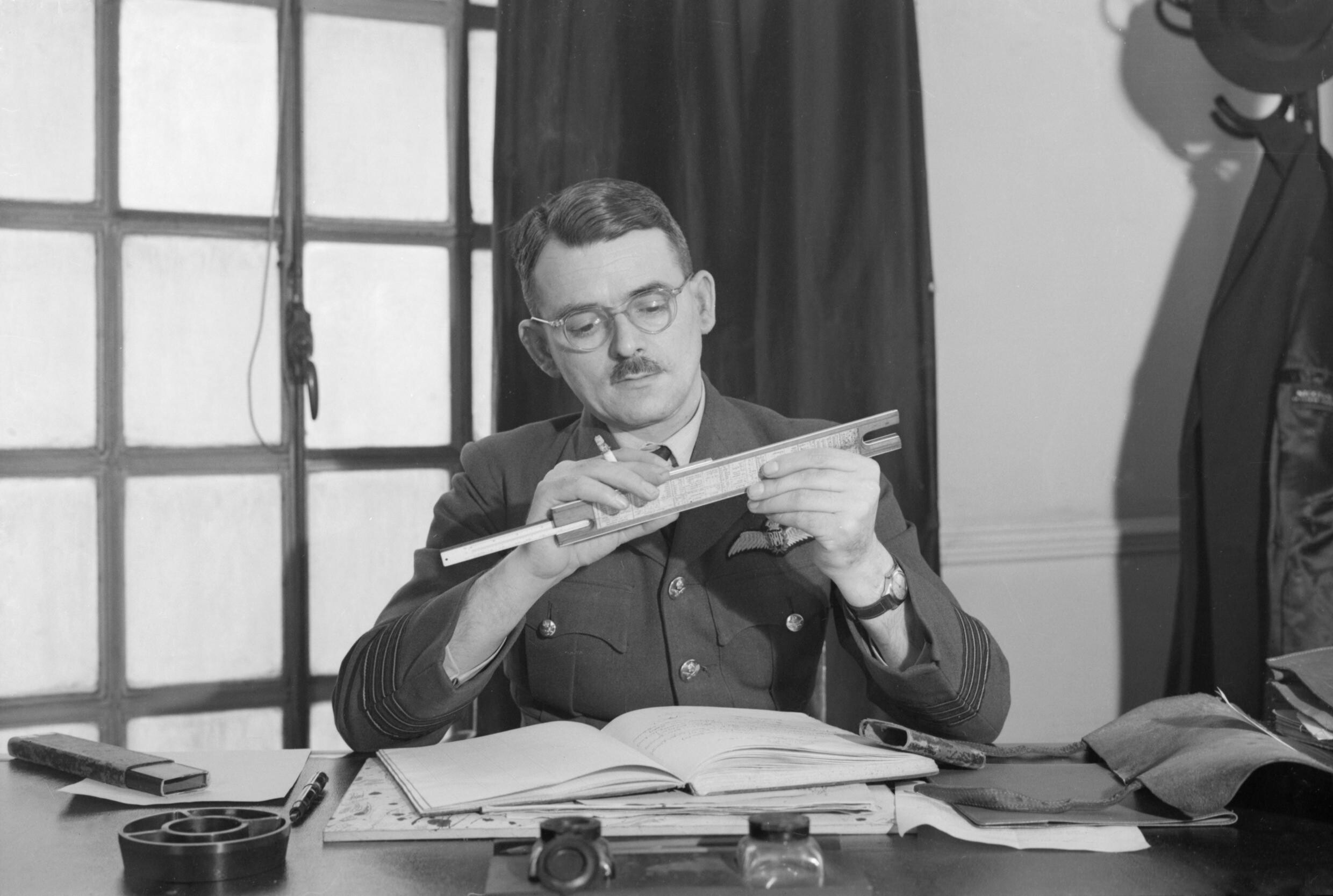
El ingeniero aeronáutico Frank Whittle en disposición típica de cálculo cuando emplea una regla de cálculo. Esta imagen era muy habitual en una oficina de ingeniería en los años cincuenta.

Dispositivos con escalas, empleadas en el cálculo, han sido utilizados por diversos científicos antes del siglo XVI. Es precisamente Galileo Galilei quien describe un sector empleado en el cálculo de fórmulas de trigonometría. Algunos de estos primitivos sistemas de cálculo proceden de los antiguos astrolabios, o de instrumentos medievales como el volvelle, así como diversas herramientas empleadas en navegación, en astronomía como son los planisferios celestes, o los nomogramas en gnomónica.
Algunos historiadores apuntan que su inventor fue el matemático Edmund Wingate a mediados del siglo XVI, mientras que otros adscriben su invención al reverendo William Oughtred en 1636. El notable avance en su desarrollo comenzó con el estudio de logaritmos de John Napier que publicó en 1614. Siendo años después el astrónomo Edmund Gunter cuando aplica la idea de los logaritmos a las escalas de cálculo en su canon triangulorum dando lugar a las primeras aplicaciones matemáticas de la escala logarítmica. Gunter modificó la escala para que pudiese realizar cálculos trigonométricos igualmente. Este instrumento servía para realizar cálculos de estima en náutica y se denominó escala de Gunter. Gunter hizo contribuciones a otros instrumentos de cálculo matemático. William Oughtred toma la escala de Gunter y decide poner dos escalas que se deslizan entre sí. Alineando los valores de las escalas era posible realizar cálculos aritméticos, dando lugar a la visión prototípica de la primera regla de cálculo. Entre otros científicos del siglo XVII que advirtieron el uso de las reglas de cálculo se encuentra Richard Delamaine que reclamó ser su descubridor, disputando su originalidad al mismo William Oughtred. A finales del siglo XVII eran utilizadas estas reglas de cálculo en diferentes versiones, y con diversas aplicaciones. Entre algunos de los pioneros de los diseños de reglas de cálculo se encuentra Robert Bissaker que en 1654 junto con Seth Patridge en 1657 ya propone una regleta móvil en su diseño.
En 1675, Sir Isaac Newton resuelve ecuaciones cúbicas mediante el empleo de tres escalas logarítmicas paralelas, siendo además el primero en sugerir el empleo de un cursor que facilite las lecturas. Años después diseña Henry Coggeshall la regla de carpintero con el objeto de facilitar la medida de longitudes, superficies, y la solidez de maderos. Tras mejorar el diseño inicial, volvió a publicar su trabajo con el título Un tratado de medidas con una regla de dos pies, que se desliza hacia un pie (1682). Lanzó una versión muy modificada en 1722 titulada El arte de medición práctica realizada fácilmente por una regla de dos pies que se desliza a un pie. Antes de 1767, siete revisiones habían sido editadas. En 1683 el metrólogo inglés Thomas Everard describe y elabora un instrumento con escalas empleado en la determinación de impuestos en los barriles de cerveza y de vino.
Las modificaciones que se hacen en el siglo XVIII van orientadas a cambios en la forma con el objeto de mejorar su precisión. De esta forma los ingenieros James Boulton y James Watt modifican los diseños existentes con el objeto de mejorar los existentes. El físico Peter Roget inventa en 1815 las escala log-log con las que puede calcular cualquier raíz cuadrada. En 1831 Victor Amadee Mannheim propuso uno de los primeros sistemas de estandarización de escalas, el denominado sistema Manheim, este sistema incluía una regleta deslizante (runner) que permitía una mejora de comodidad en la realización de ciertos cálculos.
A finales del siglo XIX numerosos constructores se propagaron por todo el mundo atendiendo a la demanda creciente desde las oficinas de ingeniería que solicitaban un mayor volumen de cálculos. El manejo del creciente número de maquinarias procedente revolución industrial necesita de un mayor número de cálculos. En 1885 el inmigrante alemán Eugen Dietzgen crea en Chicago una compañía de reglas de cálculo. En la misma ciudad en 1890 Frederick Post crea otra empresa con sus propias patentes. La evolución del sistema Manheim llevaba a la necesidad de estandarizar las escalas. En Estados Unidos las tres marcas líderes en la elaboración de reglas de cálculo eran: Keuffel & Esser, Dietzgen y Post Company.

### Nacimiento del sistema Rietz
La evolución de las reglas durante el periodo de la Revolución Industrial fue en aumento. En la década de 1870, Alemania posee dos grandes empresas productoras de reglas de cálculo: Dennert and Pape (constructores de Aristo), y Faber (posteriormente denominados Faber-Castell). El ingeniero Johann Christian Denner se asocia con Martin Pape en la ciudad alemana de Hamburgo para dar comienzo en el año 1863 a la compañía Dennert & Pape. Las primeras reglas se elaboraban de caoba, hasta el empleo de celuloide laminado a comienzos del siglo XX. Los diseños del ingeniero William Cox sobre la regla de cálculo dúplex permiten a Dennert & Pape comenzar su producción en Estados Unidos para Keuffel & Esser en Nueva York, justo hasta que en 1900 K&E comienza su propia producción.
La revolución de los sistemas de escala se unificaron gracias a Max Rietz en 1902. El sistema de distribución de escalas, denominado sistema Rietz (también Mannheim) hizo que los constructores de reglas de cálculo se pusieran de acuerdo unificando sus representaciones. Esta mejora permitió que un ingeniero que aprendiera este sistema le era posible manejar cualquier otra regla que llevara implementada el mismo sistema Rietz, permitiendo intercambiar y comparar soluciones. El sistema Rietz tuvo una gran aceptación hasta que en Alwin Walter en 1934 propone nuevos cambios en lo que se denomina Sistema Darmstadt.

### Declive de su uso a mediados desigloXX

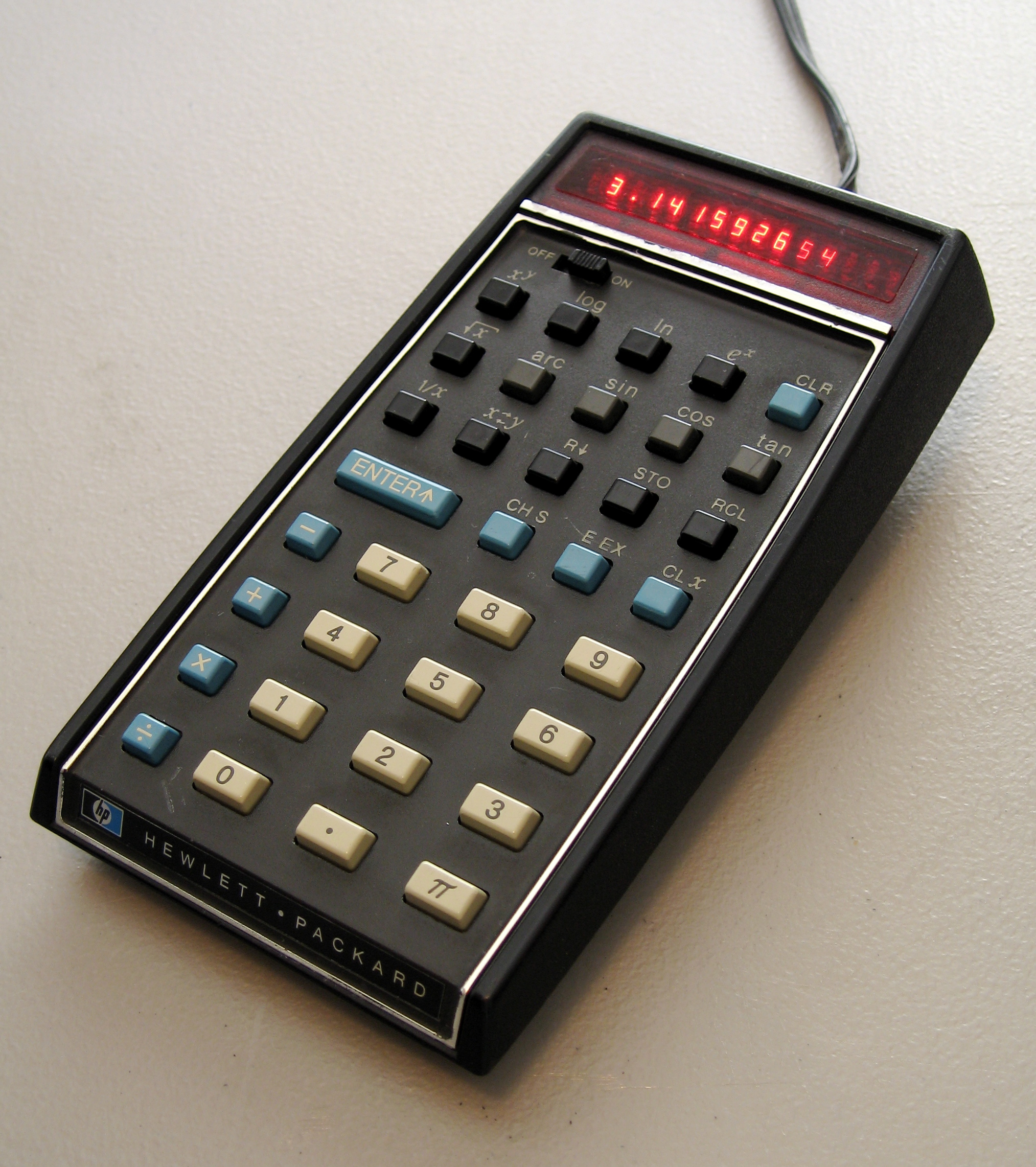
A pesar de su auge, la aparición en el mercado del modelo HP-35 de Hewlett-Packard, presentado el 1 de febrero de 1972, marcó el inicio del fin de una era marcada por las reglas de cálculo.

Su época de esplendor duró más de un siglo, el periodo comprendido entre la segunda mitad del siglo XIX y el tercer cuarto del XX. Antes del advenimiento de la calculadora de bolsillo, era la herramienta de cálculo más utilizada en la ciencia y la ingeniería. A mediados del siglo XX se abandona la producción de reglas de cálculo de caoba, y se emplean plásticos. Algunos de ellos son especiales, como es el caso del aristopal empleado por la marca Dennert and Pape (Aristo). En 1930 el teniente de los Estados Unidos Philip Dalton inventa una regla de cálculo circular que denomina E6B. La regla E6B permite realizar cálculos aeronáuticos sobre trayectorias durante el vuelo, esta regla estuvo en uso durante la Segunda Guerra Mundial hasta mediados de los años sesenta. Algunas compañías deciden fusionarse, un caso muy conocido fue la Hemmi Bamboo Slide Rule Manufacturing Company Ltd. (denominada como Hemmi Keisanjaku) radicada en Japón que se asocia con la norteamericana Post Company durante la ocupación construyendo la popular regla POST Versalog (1460). Las reglas Hemmi de comienzos del siglo XX se realizaban en madera de bambú con celulosa laminada. Los modelos Hemmi eran muy valorados en el periodo de 1920 a 1976.
El uso de reglas de cálculo continuó creciendo a través de los años 1950 y 1960, incluso cuando los dispositivos de computación digital se estaban introduciendo gradualmente en las áreas de ingeniería. Las reglas de cálculo cayeron en desuso con la popularización de la computadora electrónica. Algunas compañías famosas cancelaron la producción a mediados de la década de los setenta. En ingeniería, sucedió fundamentalmente con la aparición en el mercado del modelo HP-35 de Hewlett-Packard presentado el 1 de febrero de 1972. Algunas marcas sacaban variantes muy refinadas como es el caso de la Teledyne Post en 1970. La nueva generación de ingenieros de los años sesenta comenzaba a usar este tipo de calculadoras, junto con el creciente uso de los computadores, en la transición generacional de los años ochenta, muy pocos ingenieros empleaban reglas de cálculo en las oficinas.
Hacia 1980 había cesado prácticamente la producción de reglas de cálculo en el mundo, aunque todavía siguen fabricándose instrumentos de este tipo en pequeñas cantidades para usos muy específicos en sectores industriales, de navegación marítima y aérea o para atender a un minoritario mercado de aficionados y coleccionistas.

## Características
Hay en primer lugar, un soporte básico o cuerpo, generalmente paralelepipédico, que tiene una ranura longitudinal profunda en su parte central, lo que determina la aparición de dos subunidades, a saber, una regleta superior y otra inferior, más estrechas. En algunos modelos se trata efectivamente de dos piezas independientes, vinculadas entre sí rígidamente por abrazaderas situadas en sus extremos. Por la ranura central se desliza otra pieza en forma de regleta de menor tamaño, también llamada corredera (slide en inglés).
En las caras frontales de estas piezas es donde están grabadas las diversas escalas. A veces la regleta móvil también ofrece escalas en su parte trasera, para cuyo uso se la ha de insertar a la inversa en el soporte básico o bien pueden leerse sus datos a través de orificios practicados en la superficie posterior del cuerpo. La parte trasera de este también se aprovecha a veces para inscribir datos numéricos de interés o incluso otro conjunto completo de escalas; a los modelos así ampliados se les suele llamar dúplex, frente a la denominación de simplex aplicada a los que no son operativos más que por su cara frontal. El cuerpo de los modelos dúplex es necesariamente de dos piezas ensambladas. Han existido a lo largo de la historia algunos aparatos con varias regletas móviles.
Por último suele haber una pieza móvil y transparente, que abarca la totalidad de la superficie frontal (o del anverso y el reverso en el caso de las dúplex), y que no lleva grabada más que una fina línea de referencia, llamada hilo, índice o retículo, aunque a veces puede que haya alguna otra línea auxiliar. A esta pieza se le llama cursor y sirve para facilitar la alineación y la lectura de los factores que intervienen en las operaciones, sobre todo cuando las escalas interventores están alejadas entre sí; en los modelos dúplex resulta esencial para transferir datos de una cara a otra del aparato. Los cursores de algunas reglas actúan como una lupa para mejorar el detalle de las lecturas. A partir del segundo cuarto del siglo XX se realizaron algunos cursores de mayor complicación mecánica: pivotados radialmente, articulados, etc., pero nunca fueron muy populares, habiendo sido concebidos para usos muy especiales.

### Precisión
Lo esencial del instrumento son las escalas numéricas, unas fijas y otras móviles, mediante las que se realizan las operaciones. La precisión que pueda conseguirse de un aparato determinado depende de la longitud que en él tengan estas escalas, pues viene limitada por las estimaciones de valores que pueda realizar quien lo utilice, proceso consustancial al método y al que se denomina interpolación visual o a la vista. Se han construido reglas de muy diversos tamaños, lo que en principio podría parecer arbitrario, pero no lo es; si el trabajo a realizar es delicado, deberá utilizarse la regla más larga posible. Por ejemplo, para conseguir una precisión de una parte en 10 000 la escala ha de tener una longitud de 12 m (como sucede en el modelo cilíndrico de Fuller, fabricado a partir de 1878). Los tamaños habituales no superan las tres cifras significativas en manos experimentadas, pues la última ya será casi siempre estimada.
Naturalmente lo anterior presupone que las marcas de las escalas están hechas con absoluta precisión sobre las reglas. Esto es una suposición razonable en los ejemplares actuales, en concreto en los comercialmente disponibles a partir de comienzos del siglo XX, en que empezaron a aplicarse técnicas mecánicas precisas de fabricación, pero no lo es en absoluto para los precedentes, cuyas escalas estaban realizadas individualmente o con técnicas deficientes, por lo que muchos de ellos resultaban bastante alejados de la perfección. Esta fue otra razón importante para la lentitud con que se extendió su uso.
Se ha manifestado la opinión que la limitada precisión de la regla de cálculo es una ventaja y no un inconveniente cuando se trata de aplicaciones prácticas, pues los datos disponibles sobre los que versa el cálculo no suelen superar las tres cifras significativas. Se evita así con ella la sensación de la falsa precisión, al que pueden inducir las calculadoras electrónicas si no se utilizan prudentemente.

### Formas y materiales
A lo largo de los tiempos estas escalas han variado mucho en naturaleza, tamaño y número y se han organizado de muy variadas formas, disponiéndoselas sobre superficies rectangulares, circulares y cilíndricas. La realización más común es la que utiliza una tablilla rectangular plana, de la que deriva su nombre de «regla». Los materiales utilizados han dependido de las épocas, lugares y técnicas de construcción disponibles. Se han fabricado de cartón y papel maché, de maderas duras (como el boj), de bambú, metálicas (de bronce, latón y otros metales), de diversos materiales plásticos, etc.

## Tipología por formas
La tipología fundamentada en la forma de la regla de cálculo es la más habitual. La disposición y número de escalas da lugar a otras tipologías. Si se atiende solo a la forma se puede ver que un porcentaje muy alto de reglas de cálculo son de tipo regla, es decir con forma paralelepípeda. Es el modelo más extendido en occidente, y del que más unidades se elaboraron a lo largo del siglo XX. No obstante existieron otro tipo de diseños que se utilizaron en casos especiales.

### El círculo de cálculo

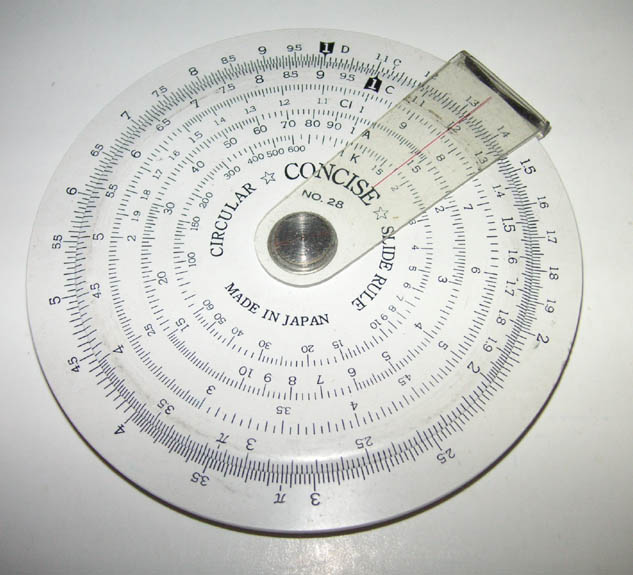
Regla de cálculo circular

Denominado habitualmente «regla de cálculo circular», es la única forma del instrumento que merece una mención específica aparte de la regla, no solo porque fue inventada desde los inicios sino por ofrecer algunas características muy ventajosas. Por lo pronto, para una misma longitud de las escalas tiene una forma más compacta que la regla. Mecánicamente es más sólida y pudiera ser más exacta, al no depender el movimiento más que del eje central. Además, el resultado de las operaciones no "se sale" nunca de la escala, que normalmente es una curva cerrada, aunque también las hubo en forma de espiral. A cambio de ello, es de uso un poco menos intuitivo, ya que la precisión disminuye en las escalas que ocupan posiciones más interiores en el círculo y la interpolación visual parece resultar algo más difícil que en la regla. Nunca ha gozado de la popularidad de esta; muchas veces se usaron como vehículo de promociones publicitarias.
Se han fabricado en dos estilos básicos diferentes. Uno de ellos consiste en un par de círculos concéntricos con un cursor radial, fijo o móvil. Los círculos deben estar encastrados para un adecuado funcionamiento; de otro modo el aumento de la paralaje introduce errores en los cálculos. Otro consta de un disco fijo, con dos cursores móviles independientes, pero que pueden solidarizarse. Quizá haya que considerar como pertenecientes a un tercer tipo a los modelos que adoptan la forma de relojes de bolsillo, y hasta de pulsera, manejándose el movimiento de los círculos y de los cursores mediante coronas exteriores; su prototipo fue concebido por A. E. M. Boucher en 1876.

### Reglas de cálculo cilíndricas
Una de las más conocidas es la Otis King diseñada por Otis Carter Formby King (1876-1944), que era un tendero de Londres que diseñó y produjo una regla de cálculo con escala helicoidal grabada en un cilindro. Su uso inicial fue para el cálculo específico de la tienda. El producto se denominó como él debido a la patente que logró. Se manufacturó y se comercializó por Carbic Ltd. en Londres desde 1922 hasta 1972.

## Manejo de la regla cálculo
Lo fundamental para poder utilizar bien la regla de cálculo es comprender la naturaleza de sus escalas. En el caso de las básicas esto no ofrece mayor dificultad, como tampoco lo hace en el caso de las más usuales, sobre todo si están rotuladas con los símbolos antes indicados en la tabla.
De no ser así se necesita consultar el manual del modelo concreto de regla de que se disponga (lo que no suele ser fácil porque es lo primero que se pierde del conjunto)[cita requerida]. Afortunadamente ahora se dispone de bastante información al respecto en la red, con la que quizá pueda suplirse esta deficiencia. Por ejemplo, puede resultar útil consultar el manual del modelo Faber-Castell Novo-Biplex 2/83 N
, que es bastante detallado y trata de una regla que disponía de muchas escalas. Los manuales en español de muchos modelos europeos, entre ellos el acabado de referir, junto con otra amplia información, pueden obtenerse aquí.
Las otras dos habilidades fundamentales con que se ha de contar son: la práctica en la lectura de los valores y la fijación del punto decimal.
Las superficies de las reglas de cálculo suelen estar muy congestionadas, en un intento de dotarlas de la máxima funcionalidad, por lo que es fácil confundirse tanto al establecer los valores iniciales como al obtener el resultado. Además de ello hay que estimar sus últimas cifras. Los remedios aplicables para sortear estos peligros son: a) poner la atención necesaria al operar y b) contar con un poco de práctica.
Las escalas logarítmicas no indican más que la parte decimal de los números, la llamada «mantisa». En el caso de los logaritmos decimales la parte entera, llamada «característica», es el exponente de la potencia de diez correspondiente al dato. El logaritmo de 5600 es 3,74819 (= exp 10³ + 0,74819) y el de 5,6 es 0,74819 (= exp100 + 0,74819). Por eso la escala se repite cada diez enteros, en lo que se llama a veces un ciclo. Las escalas C y D, las escalas básicas de toda regla de cálculo, son escalas de un ciclo, no abarcan más que de 1 a 10, pero este último 10 también se representa mediante un 1 por ser el comienzo de la siguiente decena. Las escalas A y B son escalas de dos ciclos, dispuestos en el mismo espacio que la decena de las C y D. Por eso sus valores representan los cuadrados de estas y así sucesivamente. Pero eso quiere decir que hay que tener cuidado de no confundir la primera decena con la segunda, ni las primeras cifras de los números con las segundas. Por ejemplo, 1,5² es 2,25, pero las marcas que para ello han de alinearse en las diversas escalas son: una que ostenta encima un 5 y otra sin cifra, comprendida entre el 2 y el 3, a la que hay que asignarle el valor. Para actuar con seguridad es imprescindible contar con el auxilio de una operación mental aproximada. Si se calculan mentalmente los cuadrados de 1 y de 2, se tendrá el convencimiento que 2,25 es un valor razonable para el cuadrado de 1,5 y que por tanto la operación se ha hecho bien. Si lo que se calcula en cambio es 4,2² es evidente que la respuesta no puede ser 1,76, que es lo que literalmente indica la escala, sino que ha de ser superior a 10, e incluso a 16, y por tanto es 17,6. Hay que tener el sentido de la serie de potencias de 10; y, si no se tiene, hay que adquirirlo.
Si la solución del problema en el que se esté utilizando la regla de cálculo implica una serie de operaciones encadenadas, lo más seguro es anotar los resultados intermedios en un papel con un lápiz. Con algo de práctica puede utilizarse también el cursor para estas transferencias en bastantes casos.
La naturaleza exhaustiva de las soluciones nomográficas hace que, si un nomograma puede realizar determinada operación aritmética, también pueda realizar su inversa. Por tanto, cuando se habla de elevación a potencias se está hablando simultáneamente de extracción de raíces de esos mismos exponentes, cuando de multiplicación, también de división, etc. Lo único que se requiere para pasar de una a otra es aplicar el mismo procedimiento cambiando el orden de las escalas.

## Escalas y tipología
Durante los dos primeros siglos de su existencia las reglas de cálculo fueron productos artesanos, fabricados individualmente y en cantidades muy menguadas, cuando no únicos. Las funciones para las que se las preparaba eran pues las solicitadas por el inventor o el cliente (que muchas veces coincidían en la misma persona) o las que acostumbrase a realizar el artesano correspondiente. Los primeros materiales eran maderas nobles que permitían retener las escalas en el tiempo, se empleaba en la mayoría de los casos caoba. Algunas primeras reglas se elaboraban en grabaciones realizadas en hueso, y posteriormente se empleó el latón. 
Conforme avanzaba el siglo XIX y aumentaban los conocimientos científicos y técnicos, así como la industrialización, el tipo de cálculos realizados por un creciente número de ingenieros civiles y militares creó un mercado propicio para la difusión de este instrumento. Surgieron así pautas estables en el número y naturaleza de las escalas incluidas en las reglas que se ofrecían comercialmente.

### Tipos de Escalas
La primera de ellas se debió a un artillero francés, Amédée Mannheim, quien proyectó en 1850 la primera regla de cálculo que se hizo verdaderamente popular. Parte de este éxito se debió a la inclusión en su modelo del cursor, del que carecía la mayoría de las reglas precedentes, lo que realizó en 1851. Este modelo fue adoptado por el ejército francés y empezó a fabricarse industrialmente a partir de 1859.
Las escalas normalmente vienen identificadas sobre el cuerpo de la regla por un símbolo alfabético grabado en su extremo izquierdo. Sin que sea absolutamente uniforme, esta terminología está bastante aceptada por los diversos fabricantes y la siguiente tabla detalla las designaciones y funciones más extendidas de las escalas más habituales. En algunos casos se especifica también la función matemática correspondiente, lo que suele hacerse en el extremo derecho de la escala.
Lo mismo sucede con los tipos genéricos de regla. Aunque casi todos los modelos tengan escalas adicionales, los tres tipos básicos y las escalas que implican son:
- Mannheim: A, B, C, D.
- Rietz:	A, B, C, D, K, L, S, T, ST, CI (pauta propuesta por Max Rietz en 1902).
- Darmstadt:	añade fundamentalmente las escalas LL al modelo Rietz (pauta propuesta por Alwin Walther en 1934).

### Escalas habituales
| Designación | Descripción | Valor    |
| A           | escala de cuadrados; escala logarítmica de dos decenas, situada en el borde inferior de la regleta fija superior | x²       |
| B           | escala de cuadrados, escala logarítmica de dos decenas, situada en el borde superior de la regleta móvil | x²       |
| C           | duplicado de la escala básica; escala logarítmica de una decena, situada en el borde inferior de la regleta móvil | x        |
| D           | escala básica; escala logarítmica de una decena, situada en el borde superior de la regleta fija inferior | x        |
| K           | escala de cubos; escala logarítmica de tres decenas | x³       |
| CI          | escala C "invertida", numerada de derecha a izquierda; escala de recíprocos | 1/x      |
| CF          | escala C "desplazada"; su origen es un valor constante distinto de la unidad, generalmente pi o algún submúltiplo suyo | (pi) * x |
| S           | escala de ángulos de senos (en la escala A) | sen−1 x² |
| T           | escala de ángulos de tangentes (en la escala A) | tg−1 x²  |
| ST          | escala de senos y tangentes de ángulos pequeños (0,58° a 5,73°); conversiones grado-radián | arc x    |
| L           | escala lineal usada para obtener las mantisas de los logaritmos comunes o decimales (base 10) | log x    |
| Ln          | escala lineal utilizada para la obtención de los logaritmos naturales (base e) | ln x     |
| LLn         | conjunto de escalas doblemente logarítmicas (log-log), utilizadas para las operaciones con exponentes. Pueden tener cualquier base (aunque usualmente sea el número e) y son absolutas (no requieren estimación de la posición del punto decimal). | nx       |

Las reglas especializadas utilizan muchas otras escalas, adecuadas a los cálculos a que se destinan (p. ej. estadísticos o de ingeniería eléctrica), prescindiendo a veces de algunas de las anteriores.
| \| \| \|                                                                  |  |
| Escalas de las caras anterior y posterior de una regla dúplex K&E 4081-3. |  |
|                                                                           |  |

## Fundamento teórico
Conviene agrupar en dos categorías distintas las operaciones matemáticas que pueden realizarse con la regla de cálculo.

### Nomogramas estáticos
En una de ellas las escalas funcionan como las de un nomograma sencillo, permaneciendo fijas, y lo único que ha de moverse para obtener los resultados es el cursor o el hilo, aunque en muchos casos también podrían conseguirse sin él. Es lo que sucede, por ejemplo, en una regla que disponga de la escala D en la regleta inferior y de la A en la superior (es decir, prácticamente en cualquiera). Las operaciones de elevar al cuadrado y de obtener la raíz cuadrada de un número no requieren para nada de la regleta móvil y a veces ni siquiera del cursor, pudiendo realizarse a ojo muchas de ellas. Estas operaciones vienen representadas por ecuaciones de dos variables, y = f(x), donde la función puede ser la exponenciación, alguna de las trigonométricas, la obtención de logaritmos, etc.

### Escalas móviles
Las operaciones de la segunda categoría requieren que se realicen movimientos de la regleta intermedia. D'Ocagne llamaba instrumentos nomo-mecánicos a los que utilizan algún recurso mecánico sencillo para producir las coincidencias geométricas requeridas por el uso de un nomograma. Esto es lo que sucede en el presente caso.
Tales operaciones se reducen a dos, a saber, la suma y la multiplicación (con sus inversas la resta y la división). Tal exigencia adicional deriva de que son las únicas ecuaciones de tres variables, z = f(x, y), que suelen resolverse con la regla de cálculo. En estos casos lo que se realiza sustancialmente es una suma (o resta) de segmentos lineales.

#### Suma de segmentos
Suele decirse que la regla de cálculo no sirve para sumar, lo que en alguna medida es cierto, pero no contradice la afirmación precedente. Para convencerse de ello basta con deslizar las escalas de dos reglas ordinarias una sobre otra. Si, por ejemplo, la marca inicial de la escala superior se sitúa frente al número 3 de la inferior, se comprobará que ahora cada uno de los demás números de la escala superior se encuentra frente a otro de la inferior que es igual a la suma de él mismo y de 3.
Si la regla de cálculo ordinaria no tiene escalas para realizar sumas no es pues por una incapacidad consustancial, sino por las dos siguientes razones: 1) la suma es una operación que todo el mundo está educado para realizar mentalmente, y casi de modo inconsciente, cuando no tiene más que dos factores y estos no son excesivamente grandes; y 2) si se incluyesen escalas para la suma en la regla de cálculo, la longitud de esta tendría que ser muy inconveniente para que el hecho resultase de alguna utilidad. Por ejemplo, una regla de cálculo de 25 cm de largo no podría realizar sumas mayores de «16+9» («160+90» si se acudiese a las marcas de mm), para lo cual nadie suele necesitar ayuda mecánica alguna. (Para contrarrestar esta limitación el fabricante europeo Faber-Castell adosó a la parte trasera de alguno de sus modelos una sencilla máquina de sumar digital y mecánica de seis cifras, llamada Addiator, durante un periodo comprendido entre 1950 y 1970 aproximadamente).

#### Multiplicación
Lo que hay que explicar es más bien lo contrario. Es decir, si la regla de cálculo deslizante lo que fundamentalmente hace son sumas, ¿cómo puede utilizarse para multiplicar y dividir? Parece que tuviese que haber algún truco escondido. Y en efecto lo hay; se trata de un truco nomográfico, que consiste en calibrar de otra manera las escalas utilizadas. Para comprenderlo bien, sigamos paso a paso este proceso de calibración, para lo que conviene volver a la escala habitual de una regla ordinaria, graduada en cm.
Situemos bajo ella otra línea, que marcaremos según los valores de los logaritmos decimales de los números de la primera escala. Esta segunda escala tiene su origen, su punto 0, coincidente con el de la primera, situándose sus restantes marcas a la altura que les corresponde en la primera según los valores de los logaritmos sucesivos, algunos de los cuales aparecen escritos en la siguiente línea, rotulada «log», a la izquierda de la figura inferior. Y para mayor claridad todavía puede colocarse debajo el guarismo correspondiente, línea que se etiqueta como «x» en esta figura. Se trata, en suma, de la representación gráfica de la ecuación y = log x. La primera línea de cifras representa los valores de y y la segunda los de x.
Como lo que aquí interesa no es el valor absoluto de las cifras de y, sino el espaciamiento relativo de los valores, puede despejarse el panorama suprimiendo la primera indicación y dejando solo visibles los valores de la variable independiente, x, así:
Esto fue lo que hizo Edmund Gunter en 1620, inscribiendo una parecida en un instrumento matemático en forma de regla, de más de medio metro de longitud, que contenía también otras varias escalas útiles para la práctica mercantil y marinera. Los cálculos se realizaban aplicando sobre ellas las magnitudes de los factores por medio de compases, modo de proceder hoy casi inimaginable, pero que era muy habitual en la época.
Si el proceso de suma de segmentos se repite ahora utilizando dos de estas escalas, el resultado es muy distinto del que se obtuvo anteriormente:
La escala superior se ha desplazado 1,5 unidades sobre la inferior, pero la cifra que se obtiene debajo de cada marca superior no es ahora la del número correspondiente sumado a 1,5, sino la de dicho número multiplicado por 1,5. El milagro está realizado. Probablemente convenga más decir la magia, que consta de dos partes. Por un lado la calibración logarítmica transmuta la suma de segmentos en multiplicación, por la propiedad de los logaritmos que se formula: log a + log b = log (a x b). Por otro el rotulado final de la escala le da la apariencia de que se refiere directamente a los números; los logaritmos desaparecen de la escena y todo retorna a su aspecto aritmético inicial.